# Asystasia retrocarpa
Asystasia retrocarpa är en akantusväxtart som beskrevs av T.J. Edwards. Asystasia retrocarpa ingår i släktet Asystasia och familjen akantusväxter. Inga underarter finns listade i Catalogue of Life.